# Armadillidium pujetanum
Armadillidium pujetanum är en kräftdjursart som beskrevs av Karl Wilhelm Verhoeff 1910. Armadillidium pujetanum ingår i släktet Armadillidium och familjen klotgråsuggor. Inga underarter finns listade i Catalogue of Life.